# Fine Fettle Yorkshire
El Fine Fettle Yorkshire (anteriormente Yorkshire Feta) es un queso británico de leche de oveja producido en Yorkshire del Norte por Shepherds Purse Cheeses. La propietaria, Judy Bell, tuvo que cambiar el nombre del queso después de que la Unión Europea dictaminase que todo el queso Feta debía ser producido en Grecia, su país de origen.